# The Walking Dead: World Beyond
The Walking Dead: World Beyond és una sèrie de drama de terror Post apocalipsi nord-americana creada per Scott M. Gimple i Matthew Negrete que es va estrenar a AMC el 4 d'octubre de 2020. Es tracta d'una sèrie derivada de The Walking Dead, que es basa en a la sèrie de còmics del mateix nom de Robert Kirkman, Tony Moore i Charlie Adlard, i és la tercera sèrie de televisió de la franquícia The Walking Dead. La primera temporada va constar de 10 episodis. La segona i última temporada també constarà de 10 episodis. L’última temporada s’estrenarà el 3 d’octubre de 2021. Matthew Negrete, que ha escrit anteriorment per The Walking Dead, és el showrunner de la sèrie.

## Argument
La sèrie s'ambienta a Nebraska deu anys després de l’apocalipsi, protagonitzada per dues noies joves i se centra en la "primera generació que arriba a l'edat adulta a l'apocalipsi tal com el coneixem". Alguns es convertiran en herois, altres no, però tots canviaran per sempre.

## Episodis
| Temporada | Temporada         | Episodis | Emissió a EUA       | Emissió a EUA          |
| Temporada | Temporada         | Episodis | Estrena             | Final                  |
| --------- | ----------------- | -------- | ------------------- | ---------------------- |
|           | Primera temporada | 10       | 4 d'octubre de 2020 | 29 de novembre de 2020 |
|           | Segona temporada  | 10       | 3 d'octubre de 2021 | 5 de desembre de 2021  |

### Primera temporada (2020)
| #  | Núm. | Títol original                 | Dirigit per      | Escrit per                                        | Data d'estrena als Estats Units |
| -- | ---- | ------------------------------ | ---------------- | ------------------------------------------------- | ------------------------------- |
| 1  | 1    | «Brave»                        | Magnus Martens   | Scott M. Gimple & Matthew Negrete                 | 4 d'octubre de 2020             |
| 2  | 2    | «The Blaze of Glory»           | Magnus Martens   | Ben Sokolowski                                    | 11 d'octubre de 2020            |
| 3  | 3    | «The Tyger and the Lamb»       | Sharat Raju      | The Farahanis                                     | 18 d'octubre de 2020            |
| 4  | 4    | «The Wrong End of a Telescope» | Rachel Leiterman | Sinead Daly                                       | 25 d'octubre de 2020            |
| 5  | 5    | «Madman Across the Water»      | Dan Liu          | Rohit Kumar                                       | 1 de novembre de 2020           |
| 6  | 6    | «Shadow Puppets»               | Michael Cudlitz  | Maya Goldsmith                                    | 8 de novembre de 2020           |
| 7  | 7    | «Truth or Dare»                | Michael Cudlitz  | Eddie Guzelian                                    | 15 de novembre de 2020          |
| 8  | 8    | «The Sky Is a Graveyard»       | Loren Yaconelli  | Elizabeth Padden                                  | 22 de novembre de 2020          |
| 9  | 9    | «The Deepest Cut»              | Sydney Freeland  | Maya Goldsmith & Ben Sokolowski                   | 29 de novembre de 2020          |
| 10 | 10   | «In This Life»                 | Magnus Martens   | Matthew Negrete & Maya Goldsmith & Ben Sokolowski | 29 de novembre de 2020          |

### Segona temporada (2021)
| #  | Núm. | Títol original                 | Dirigit per       | Escrit per                                      | Data d'estrena als Estats Units |
| -- | ---- | ------------------------------ | ----------------- | ----------------------------------------------- | ------------------------------- |
| 11 | 1    | «Konsekans»                    | Loren Yaconelli   | Matthew Negrete                                 | 3 d'octubre de 2021             |
| 12 | 2    | «Foothold»                     | Loren Yaconelli   | Carson Moore                                    | 10 d'octubre de 2021            |
| 13 | 3    | «Exit Wounds»                  | Aisha Tyler       | Rayna McClendon                                 | 17 d'octubre de 2021            |
| 14 | 4    | «Family Is a Four Letter Word» | Aisha Tyler       | Maya Goldsmith                                  | 24 d'octubre de 2021            |
| 15 | 5    | «Quatervois»                   | Ben Sokolowski    | Heather Cappiello                               | 31 d'octubre de 2021            |
| 16 | 6    | «Who Are You?»                 | Heather Cappiello | Rohit Kumar                                     | 7 de novembre de 2021           |
| 17 | 7    | «Blood and Lies»               | Lily Mariye       | Sinead Daly                                     | 14 de novembre de 2021          |
| 18 | 8    | «Returning Point»              | Lily Mariye       | Eddie Guzelian                                  | 21 de novembre de 2021          |
| 19 | 9    | «Death and the Dead»           | Loren Yaconelli   | Erin Martin & Sam Reynolds                      | 28 de novembre de 2021          |
| 20 | 10   | «The Last Light»               | Loren Yaconelli   | Matthew Negrete & Maya Goldsmith & Carson Moore | 5 de desembre de 2021           |

## Repartiment

### Personatges principals
- Iris Bennett (temporades 1-2), interpretada per Aliyah Royale.
- Hope Bennett (temporades 1-2), interpretada per Alexa Mansour.
- Silas Plaskett (temporades 1-2), interpretat per Hal Cumpston.
- Elton Ortiz (temporades 1-2), interpretat per Nicolas Cantu.
- Felix Carlucci (temporades 1-2), interpretat per Nico Tortorella.
- Jennifer Mallick / Huck (temporades 1-2), interpretada per Annet Mahendru.
- Elizabeth Kublek (temporades 1-2), interpretada per Julia Ormond.
- Leopold "Leo" Bennett (reccurent: temporada 1; regular: temporada 2), interpretato da Joe Holt.
- Lyla Belshaw (reccurent: temporada 1; regular: temporada 2), interpretada per Natalie Gold.
- Percy (reccurent: temporada 1; regular: temporada 2), interpretat per Ted Sutherland.
- Will Campbell (reccurent: temporada 1; regular: temporada 2), interpretat per Jelani Alladin.

### Personatges secundaris
- Kari Bennett (temporada 1), interpretada per Christina Marie Karis.
- Amelia Ortiz (temporada 1), interpretada per Christina Brucato.
- Barca (temporada 1), interpretat per Al Calderon.
- Tony Delmado (temporada 1), interpretat per Scott Adsit.
- Frank Newton (temporades 1-2), interpretat per Robert Palmer Watkins.
- Dennis (temporada 2), interpretat per Maximilian Osinski.

### De The Walking Dead
- Anne (temporada 2), interpretada per Pollyanna McIntosh.
- Edwin Jenner (temporada 2), interpretat per Noah Emmerich.

## Producció

### Desenvolupament
El juliol de 2018, durant el Comic Con de San Diego, el productor executiu Scott Gimple va anunciar que hi havia en marxa una nova derivació. L'abril de 2019, AMC va ordenar deu episodis per a la sèrie. Al juliol, la sèrie va rebre el títol de treball de Monument. El 24 de novembre de 2019, Gimple va revelar el títol del programa. Al gener de 2020, juntament amb l'anunci de la data d'estrena de la sèrie, AMC va confirmar que la sèrie només consistiria en dues temporades.

### Casting
El juliol de 2019, Alexa Mansour, Nicolas Cantu i Hal Cumpston van ser elegits com a principals papers no revelats. El mateix mes, Aliyah Royale i Annet Mahendru es van unir al repartiment. El mes següent, Nico Tortorella. Julia Ormond va ser anunciada com a membre del repartiment el novembre de 2019, interpretant el paper d'Elizabeth Kublek, la "carismàtica líder d'una gran força sofisticada i formidable".
L'agost de 2019, Joe Holt va ser repartit en un paper recurrent. Al novembre, Natalie Gold, Al Calderon], Scott Adsit i Ted Sutherland van ser elegits com Lyla, Barca, Tony i Percy.
Al maig de 2021, Robert Palmer Watkins es va unir al repartiment en un paper recurrent per a la segona temporada. Per a la segona temporada, Joe Holt, Jelani Alladin, Natalie Gold i Ted Sutherland van ser ascendits a habituals de la sèrie.